# LaSalle (Illinois)
LaSalle ist eine Stadt im LaSalle County des Bundesstaates Illinois in den Vereinigten Staaten. Das U.S. Census Bureau hat bei der Volkszählung 2020 eine Einwohnerzahl von 9.582 ermittelt. Die Stadtgrenzen erstrecken sich vom Illinois River und dem Illinois and Michigan Canal bis eine Meile nördlich der Interstate 80 und von der Stadt Peru im Westen bis zum Dorf North Utica im Osten. Der Starved Rock State Park befindet sich etwa 8 km östlich. Die Einwohnerzahl betrug bei der Volkszählung 2010 9470 und ist bis Juli 2019 schätzungsweise auf 9609 gestiegen. LaSalle und seine Zwillingsstadt Peru bilden den Kern des Illinois Valley. Aufgrund ihrer gemeinsamen Dominanz in der zinkverarbeitenden Industrie in den frühen 1900er Jahren erhielten sie gemeinsam den Spitznamen „Zinc City“.

## Demografie
Nach einer Schätzung von 2019 leben in LaSalle 9609 Menschen. Die Bevölkerung teilte sich im selben Jahr auf in 89,6 % Weiße, 2,1 % Afroamerikaner, 1,4 % Asiaten, 0,2 % Ozeanier und 1,5 % mit zwei oder mehr Ethnizitäten. Hispanics oder Latinos aller Ethnien machten 16,8 % der Bevölkerung aus. Das mittlere Haushaltseinkommen lag bei 49.792 US-Dollar und die Armutsquote bei 19,6 %.

## Persönlichkeiten
- Adam Clark Vroman (* 1856 in LaSalle; † 1916 in Altadena), Fotograf und Buchhändler
- James Edward Keeler (* 1857 in La Salle; † 1900 in San Francisco), Astrophysiker